# Boykott (1930)
Boykott (Primanerehre) ist ein früher deutscher Tonfilm aus dem Jahr 1930. Er ist die filmische Umsetzung der Novelle Boykott von Arnold Ulitz, die 1930 im Leipziger Insel Verlag und in der Zeitschrift Die neue Rundschau erschien. Regie führte Robert Land.

## Handlung
Anfang der 1930er Jahre an einem Berliner Elitegymnasium: Die allesamt aus höheren Kreisen stammenden Oberprimaner hängen einem konservativen Moral- und Ehrbegriff an. Als der Bauunternehmer Haller des Betrugs bezichtigt wird, boykottiert die Klasse dessen Sohn Erich, sehr zur Bestürzung des Klassenlehrers Dr. Hermann. Einzig Erichs Mitschüler Möller und dessen Schwester Grete halten zu ihm. Sein Klassenkamerad Herbert von Pahl äußert Erich gegenüber, er würde sich in gleicher Situation das Leben nehmen. Dr. Hermann macht deutlich, dass niemand für die Taten anderer verantwortlich sei, sondern nur für das eigene Handeln. Er bringt unmissverständlich zum Ausdruck, dass er den Freitod nicht für ein Zeichen von Stärke und Heldentum, sondern für Schwäche und Feigheit hält.
Der verunsicherte Erich sucht Klarheit zu gewinnen, doch er erntet Hohn und Zynismus. Seine desillusionierte Stiefmutter sorgt sich zwar um Erich, hat sich jedoch längst vom Vater abgewandt und verlässt die Familie, indem sie mit einem Verehrer durchbrennt.
Als sich herausstellt, dass von Pahls Vater ebenfalls in die Affäre verwickelt ist, setzt Herbert seine Ankündigung in die Tat um. Der erschütterte Erich wird von Selbstzweifeln geplagt und streift ziellos durch Berlin. Durch sein Verschwinden beunruhigt, suchen Dr. Hermann und seine Klassenkameraden im Treptower Park nach ihm. In der Zwischenzeit sucht er seinen Vater auf, der mittlerweile in Untersuchungshaft sitzt. Dieser verhöhnt Erich und bekennt, dass es das Beste gewesen wäre, wenn er niemals geheiratet und vor allem niemals Kinder bekommen hätte. Erich erkennt, dass er mit seinem Vater nichts gemein hat, und sucht Dr. Hermann in dessen Wohnung auf. Am nächsten Morgen betritt Erich gemeinsam mit Dr. Hermann das Klassenzimmer und wird von seinen Mitschülern begeistert empfangen.

## Produktionsnotizen
Die Münchner Neuesten Nachrichten berichteten in ihrer Ausgabe vom 17. Oktober 1930, dass nach dem Land des Lächelns mit „Primanerehre“ ein zweiter Auftragsfilm der Emelka durch die „Ilma GmbH“ produziert würde.

## Nachwirkungen
Der Film wurde im Rahmen des Programmpunktes Retrospektive der Berlinale 1983 aufgeführt.